# Massive Beats Crew
Die Massive Beats Crew ist eine Beatboxing-Crew aus Saalfelden.
Sie erlangte bei den Austrian Beatbox Championships 2006, 2007 und 2008 den Staatsmeistertitel und sind somit offiziell Österreichs beste Beatbox-Crew. Die Crew formierte sich im Februar 2004 in der Besetzung von "neXor" und "orbes". Anfang 2005 schloss sich "freak'r'sounds" der Crew an. Ihr musikalisches Schaffen reicht von Hip-Hop-Songs über Ragga-Beats, Elektronischen Sounds, bis hin zu Drum-and-Bass-Sets oder Jazz-Sessions. Des Weiteren erlangte neXor 2007 den Solo-Staatsmeistertitel im Beatboxing.
2015 waren sie im ORF-Format Die große Chance der Chöre zu sehen und schafften es bis ins Finale.